# Аболін Анс Крістапович
Анс Крістапович Аболін (28 жовтня 1891, Добленський повіт Курляндської губернії, тепер Латвія — розстріляний 19 лютого 1938, місто Москва, тепер Російська Федерація) — радянський діяч профспілкового руху, секретар ВЦРПС, відповідальний секретар Пензенського губернського комітету ВКП(б).

## Біографія
Народився в родині наймита, був старшим серед чотирьох синів. Після смерті батька родина перебралася до Парадаугави — на околицю Риги. Анс здобув середню освіту, працював вантажником у Ризькому морському порту, там же почав відвідувати нелегальні гуртки.
Член РСДРП з 1908 року.
У 1909 році обраний членом Парадаугавського районного партійного комітету, з 1911 року — член Ризького міського комітету РСДРП.
З 1913 до 1917 року служив у російській армії, учасник Першої світової війни. Закінчив військово-інженерну школу прапорщиків.
З 1917 року — комісар Московського народного банку; заступник голови ЦК Спілки фінансово-банківських працівників РРФСР.
Служив у Червоній армії, учасник Громадянської війни в Росії. У 1919 році командував під Саратовом саперними частинами РСЧА та дійшов з ними до Ростова-на-Дону.
У 1921—1922 роках — завідувач Кубано-Чорноморської партійної школи; завідувач агітаційно-пропагандистського відділу Кубано-Чорноморського обласного комітету РКП(б).
У 1922—1924 роках — відповідальний секретар Кубано-Чорноморського обласного комітету РКП(б).
У 1924—1926 роках — 1-й заступник завідувача агітаційно-пропагандистського відділу ЦК РКП(б).
У 1926 — серпні 1928 року — відповідальний секретар Пензенського губернського комітету ВКП(б).
23 серпня 1928 — 1929 року — 2-й секретар Середньо-Волзького обласного комітету ВКП(б).
У березні 1929 — 1931 року — голова ЦК Профспілки працівників освіти.
19 травня 1930 — 15 травня 1937 року — секретар Всесоюзної Центральної ради професійних спілок (ВЦРПС).
Одночасно в 1930—1931 роках — редактор газети «Труд».
З листопада до 10 грудня 1937 року — директор Московського інституту народного господарства імені Плеханова.
10 грудня 1937 року заарештований органами НКВС СРСР під час т.зв. «латиської операції» НКВС та звинувачений в «участі в націоналістичній диверсійно-терористичній організації та інших контрреволюційних злочинах» (ст. 58-1а («зрада Батьківщині»), 58-7 («шкідництво»), 58-8 («терор»), 58-11 («участь в антирадянській латиській організації») та 58-13 КК РРФСР). 19 лютого 1938 року Воєнною колегією Верховного суду СРСР засуджений до розстрілу. Розстріляний того ж дня на полігоні «Комунарка» біля Москви. 
28 липня 1956 року посмертно реабілітований постановою Воєнної колегії Верховного суду СРСР.